# In my defens God me defend

El lema abreviado (In defens) junto a las representaciones heráldicas de la corona y de la cimera de los monarcas escoceses, tal y como se muestran en las versiones escocesas de las armas reales británicas.

«In my defens God me defend» (en escocés: En mi defensa Dios protégeme) es el segundo de los dos lemas utilizados en las armas reales del Reino de Escocia y en las versiones de las armas reales del Reino Unido utilizadas en esta región.
En las representaciones contemporáneas de las armas reales muestran un lema abreviado, IN DEFENS o, en caso de uso del inglés, IN DEFENCE. El lema aparece encima del escudo de armas, en la tradición heráldica de Escocia.

## Orígenes

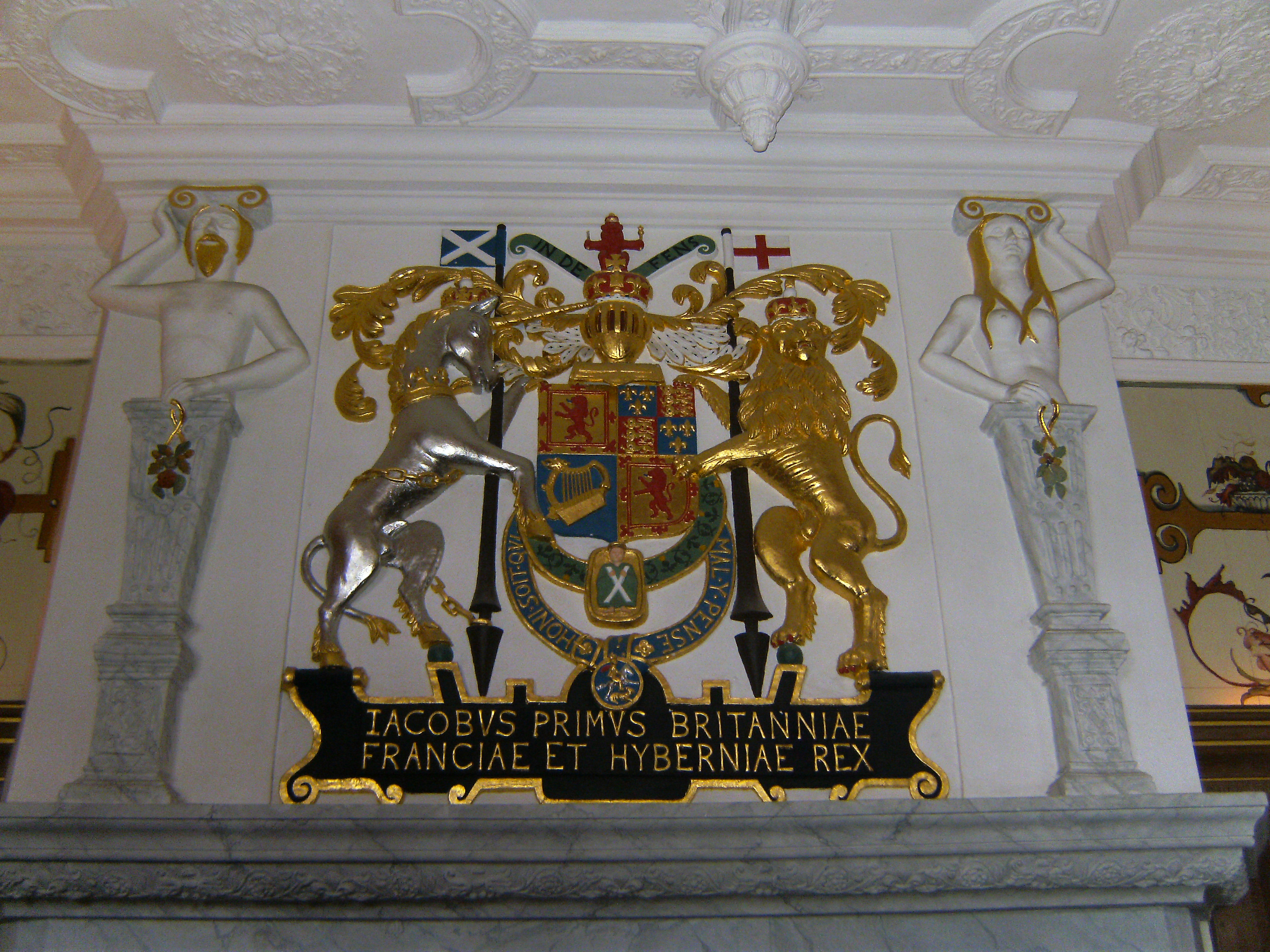
Escudo de armas de Jacobo VI de Escocia en el Castillo de Stirling.

Adoptado durante el reinado de la dinastía Estuardo, era originalmente el único lema asociado con las Armas Reales de Escocia, y han aparecido versiones en formatos truncado y abreviado; In my defens, por ejemplo, después de haber sido aprobado por Jacobo IV, Rey de Escocia. (En el Gran Salón del Castillo de Stirling se muestran las armas). Las versiones posteriores de las armas que presentan la forma abreviada In defens incluyen los escudos de armas de Sir David Lyndsay of the Mount, que aparece en su Registro de Armas de Escocia (1542).
El lema también se asocia a una vieja oración escocesa, de la cual existen varias versiones en las que In my defens God me defend aparece como el primer verso, incluyendo:
In my defence God me defend
And bring my sawl to ane good end
ane vertuous lyf procureth ane happie death...
Y:
In my defence God me defend
And bring my soul to ane good end
When I am sick and like to die
Father of Heaven have mercy on me.
Asimismo, en la forma de una copla:
In my defense God me defend
and bring my saulle to ane guid end O Lord.
Otra variación de la frase, que figura como BE MY DEFENS GOD ME DEFEND FOREVER MORE, se encuentra grabado en un número de cuchillos tradicionales Ballock, con fecha de 1624, que ahora forman parte de la colección Armas y Armaduras del Instituto de Arte de Chicago.

## Nemo me impune lacessit

Escudo de armas del monarca británico usado en Escocia.

Durante el reinado de Carlos II de Inglaterra, las armas reales utilizadas en Escocia se incrementaron con la inclusión del lema en latín de la Orden del Cardo, este lema, Nemo me impune lacessit, aparece en la parte inferior del escudo. (Anteriormente, sólo aparecía el collar de la Orden del Cardo).

Armas reales de Escocia usadas hasta 1603.

El añadido por parte del Rey Carlos II de Nemo me impune lacessit asegura que el blasón de sus armas reales utilizado en Escocia complemente al suyo propio utilizado en otros lugares con dos lemas. El blasón que se utiliza en otros lugares ha incluido el lema en francés Dieu et mon droit, así como el antiguo lema de la Orden de la Jarretera, la más alta orden de caballería del Reino de Inglaterra Honi soit qui mal y pense, aparece en una representación de la liga que rodea el escudo. Desde ese momento, las versiones de las Armas Reales utilizadas en Escocia y otros lugares incluyen tanto el lema de las armas de los respectivos reinos y el lema de la correspondiente orden de caballería.

## Confusiones
Las normas que rigen la heráldica y los escudos de armas en Inglaterra, posiblemente, han dado lugar a un cierto grado de confusión en cuanto a la situación de los lemas asociados con el Real Escudo de armas de Escocia y los del Reino Unido utilizados en Escocia. En Inglaterra, el lema de la heráldica se sitúa por debajo del escudo, mientras que en Escocia el lema de la heráldica se coloca por encima de la cresta. Así se ha llegado a la conclusión de que Nemo me impune lacessit es el lema de las Armas Reales, mientras que la evidencia histórica, junto con las convenciones de la heráldica en Escocia sugieren que In my defens God me defend es el lema de las Armas de Escocia y por tanto, el lema de Escocia en sí mismo.